# 野幌代々木町
野幌代々木町（のっぽろよよぎちょう）とは、北海道江別市の町丁。郵便番号は069-0817。人口は2,428人、世帯数は1,242世帯（2023年12月1日現在）。丁目の設定のない単独町名である。住居表示は全域で未実施。

## 地理
野幌代々木町は函館本線の北西部に位置し、町域は学園通・白樺通・3番通・7丁目通に囲まれている。

## 歴史

### 年表
- 1980年（昭和55年）
  - 9月1日 - 「元野幌」の一部が「野幌代々木町」に町名地番変更[5]。

### 町名の変遷
町名の変遷は以下の通りである。
| 実施後       | 実施年月日   | 実施前（各町名ともその一部） |
| ------------ | ------------ | ---------------------------- |
| 野幌代々木町 | 1980年9月1日 | 元野幌                       |

## 世帯数と人口
2023年（令和5年）12月1日現在の世帯数と人口は以下の通りである。
| 町丁         | 世帯      | 人口    |
| ------------ | --------- | ------- |
| 野幌代々木町 | 1,242世帯 | 2,428人 |
| 計           | 1,242世帯 | 2,428人 |

### 人口の変遷
国勢調査による人口の推移。
| 1995年（平成7年）  | 3,030人 | [ 6 ]  |  |
| 2000年（平成12年） | 2,914人 | [ 7 ]  |  |
| 2005年（平成17年） | 2,750人 | [ 8 ]  |  |
| 2010年（平成22年） | 2,705人 | [ 9 ]  |  |
| 2015年（平成27年） | 2,536人 | [ 10 ] |  |
| 2020年（令和2年）  | 2,432人 | [ 11 ] |  |

### 世帯数の変遷
国勢調査による世帯数の推移。
| 1995年（平成7年）  | 1,078世帯 | [ 6 ]  |  |
| 2000年（平成12年） | 1,104世帯 | [ 7 ]  |  |
| 2005年（平成17年） | 1,120世帯 | [ 8 ]  |  |
| 2010年（平成22年） | 1,147世帯 | [ 9 ]  |  |
| 2015年（平成27年） | 1,129世帯 | [ 10 ] |  |
| 2020年（令和2年）  | 1,098世帯 | [ 11 ] |  |

## 小・中学校の通学区
小・中学校の通学区は以下の通り。
| 町丁         | 字・番地 | 小学校         | 中学校         |
| ------------ | -------- | -------------- | -------------- |
| 野幌代々木町 | 全域     | 江別第二小学校 | 江別第二中学校 |

## 施設

### 公共・公的施設
- 江別市消防本部（野幌代々木町80-8）[13]
- 江別市ガラス工芸館（野幌代々木町53）[14]
- 江別市屯田資料館（野幌代々木町38-11）[15]
- 江別市立江別第二小学校（野幌代々木町39）[16]
- 江別市立江別第二中学校（野幌代々木町53）[17]
- 野幌ひまわり児童センター（野幌代々木町39-1）[18]
- 野幌公会堂（野幌代々木町54）[19]

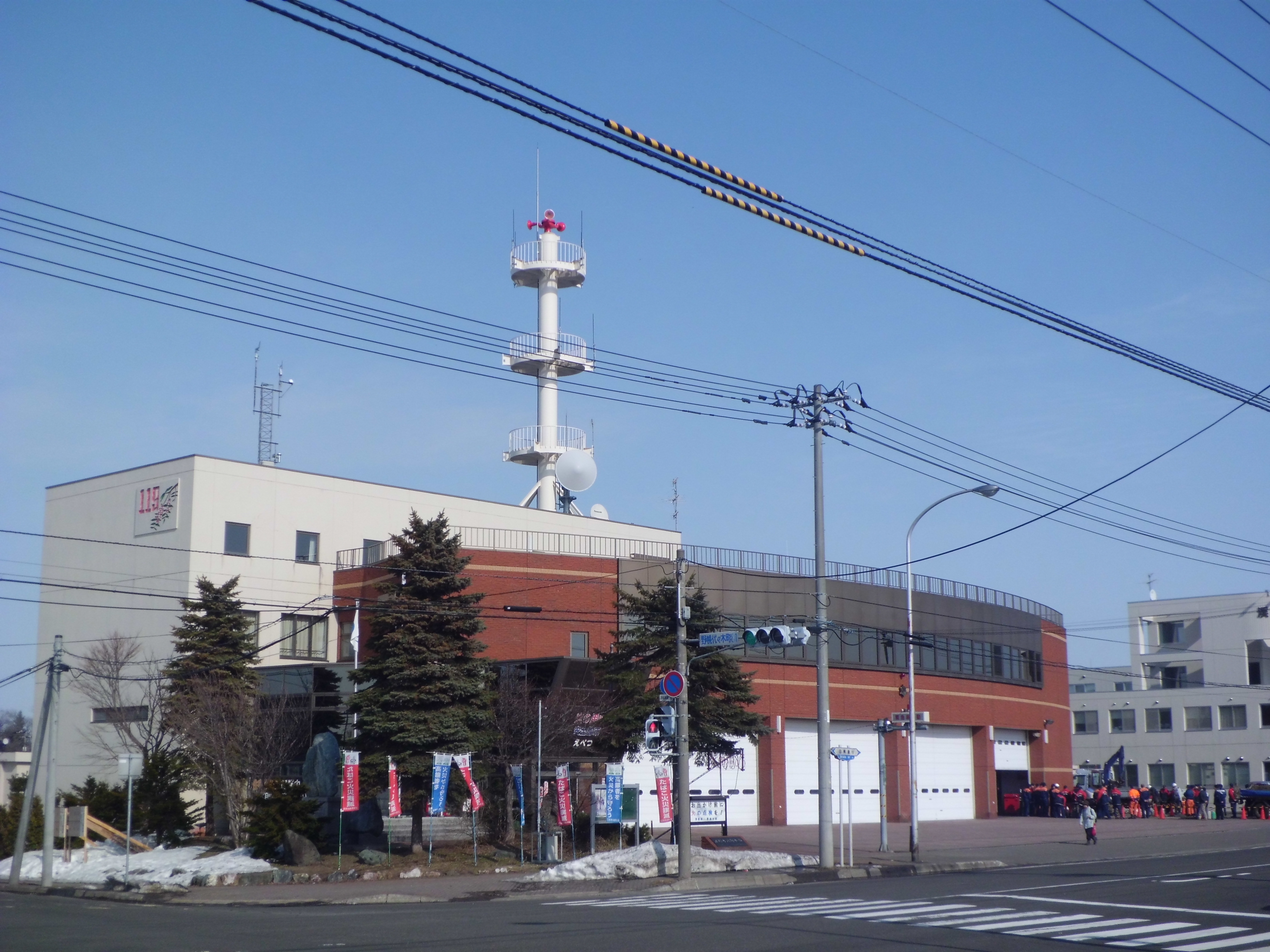
江別市消防本部
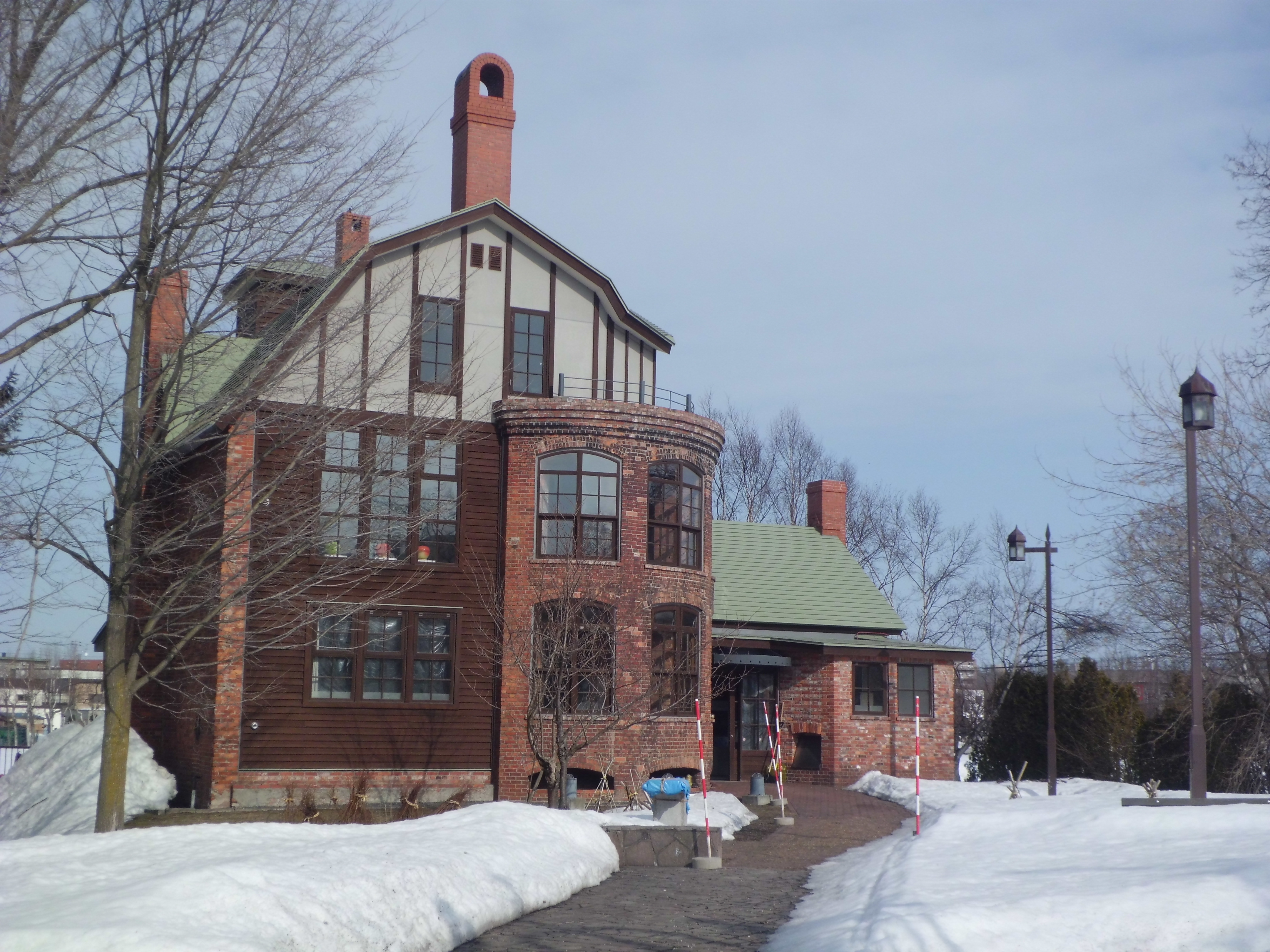
江別市ガラス工芸館
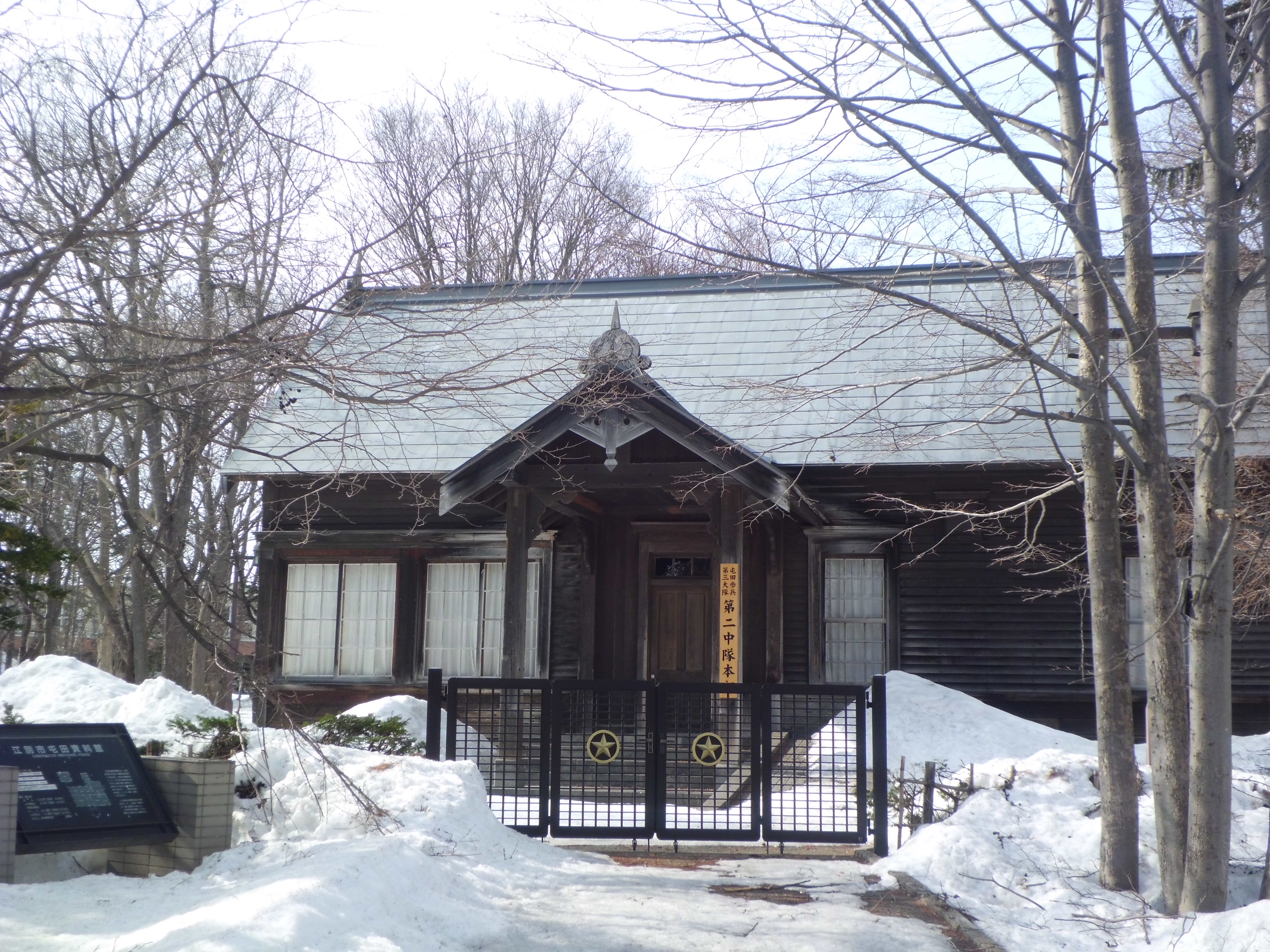
江別市屯田資料館
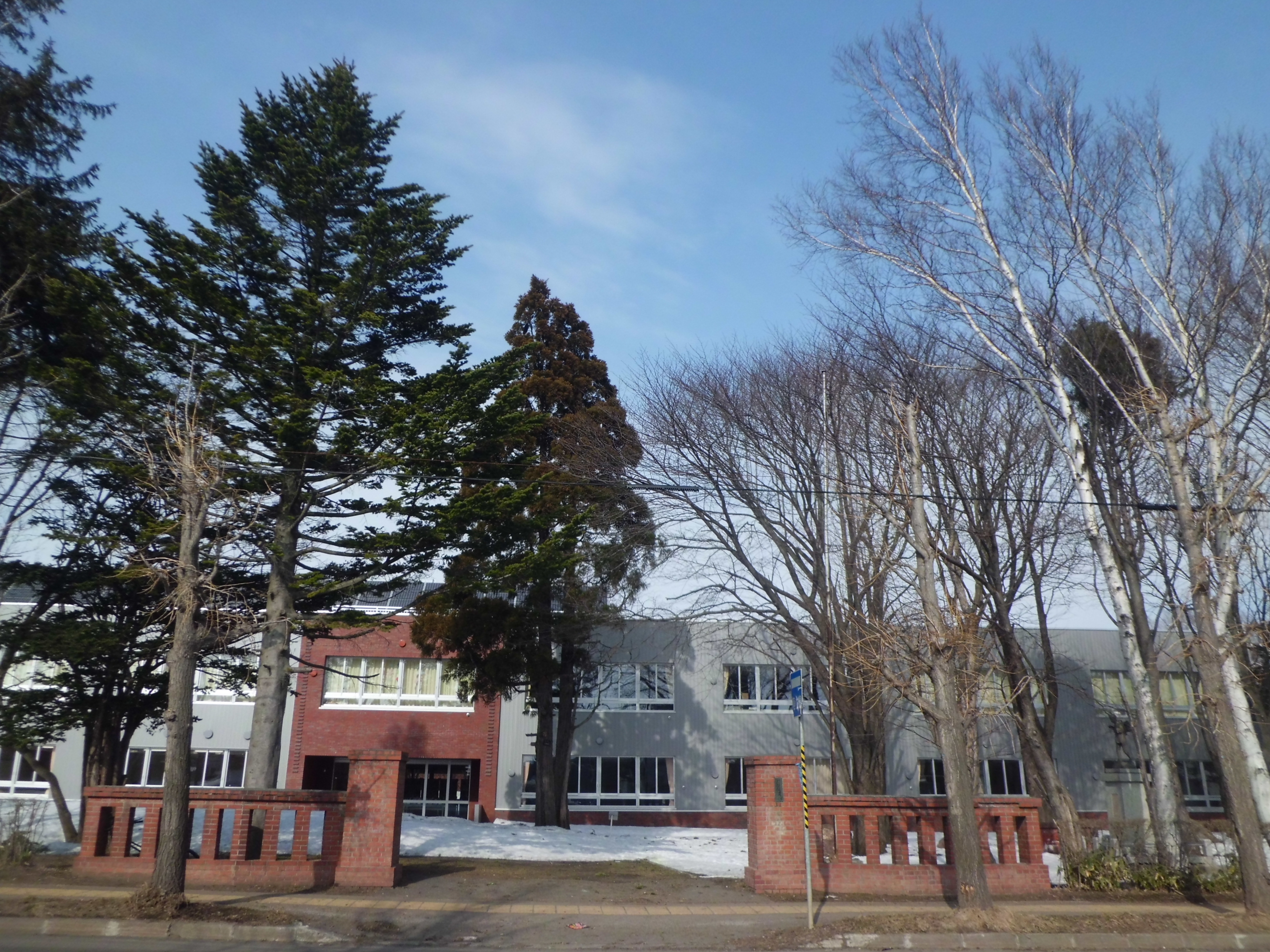
江別市立江別第二小学校
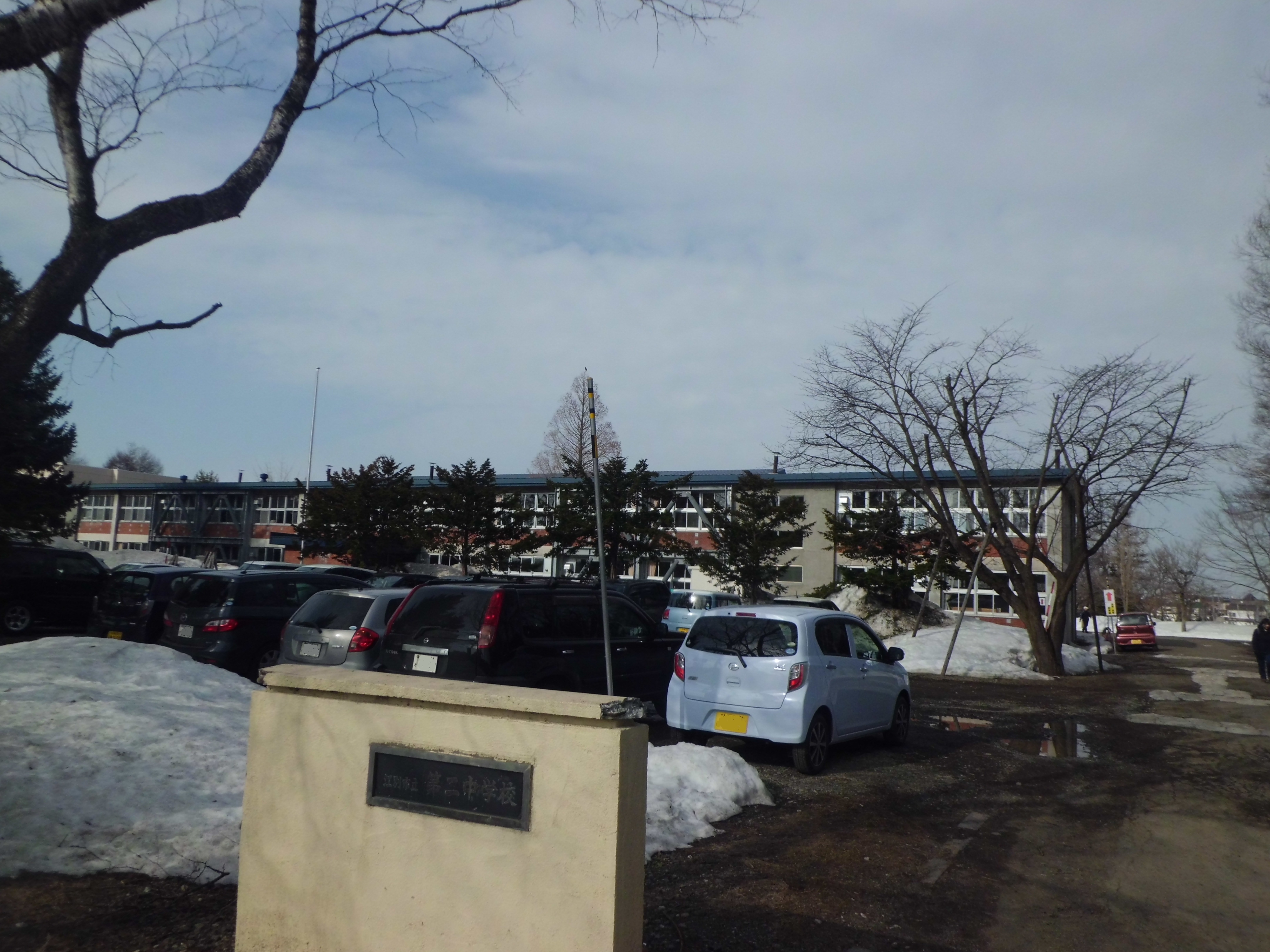
江別市立江別第二中学校
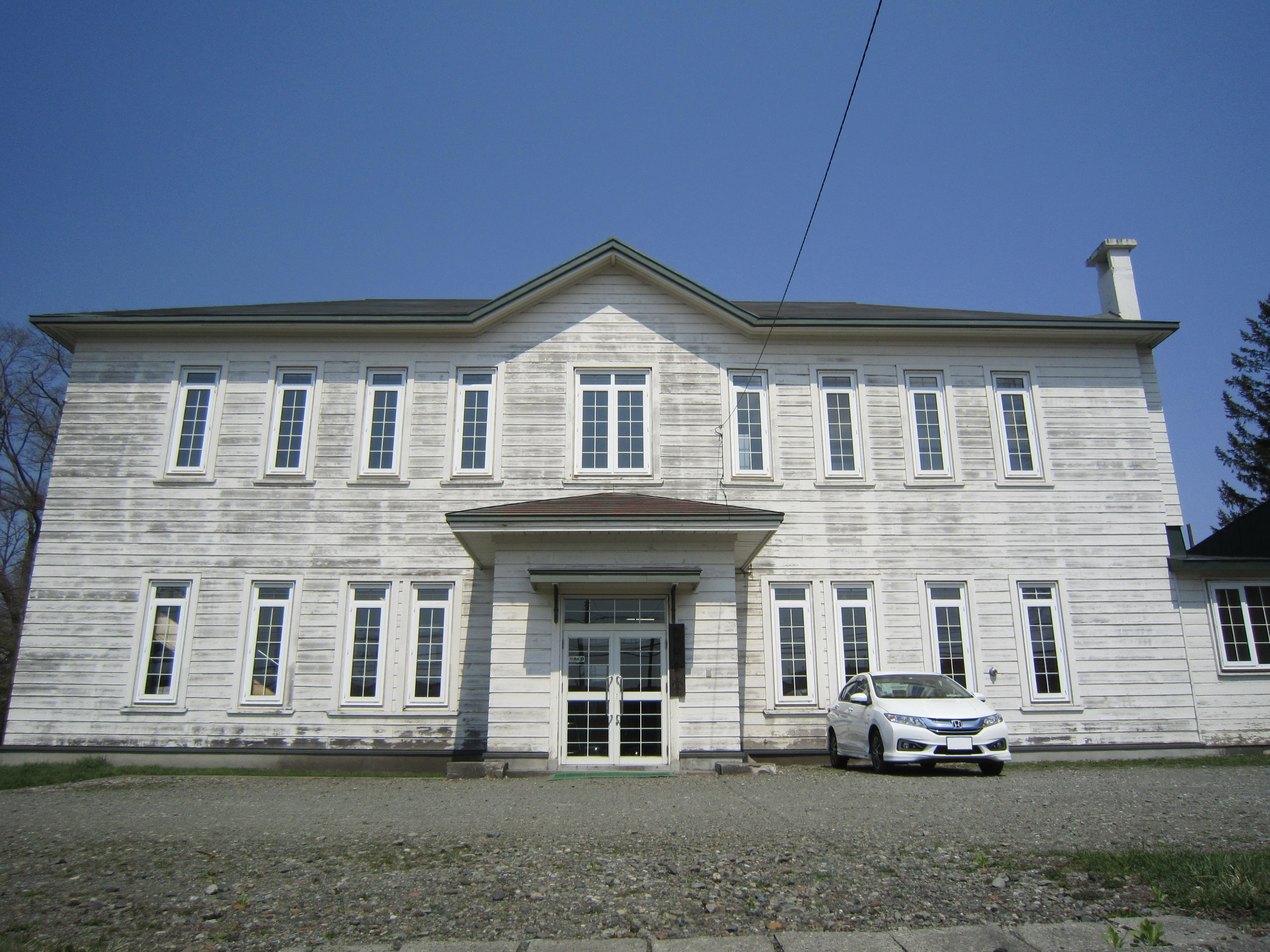
野幌公会堂

### 公園
- おどりこ公園（野幌代々木町41-12）[20]
- かのこ公園（野幌代々木町60-8）[20]
- かわなか公園（野幌町12-10から野幌代々木町91-2）[20]
- かんな公園（野幌代々木町5-5）[20]
- こりんご公園（野幌代々木町27-1）[20]
- こりんご緑地（野幌代々木町26-20他）[20]
- しゃくなげ公園（野幌代々木町65-1）[20]
- そよかぜ公園（野幌代々木町13-10）[20]
- そよかぜ公園（野幌代々木町13-10）[20]
- 錦山緑地（野幌代々木町38-8他）[20]
- 野幌開村緑地（野幌代々木町55-5）[20]

### 企業・店舗
- 産直生鮮市場 江別店（野幌代々木町77-2）[21]
- ツルハドラッグ 代々木店（野幌代々木町77-1）[22]
- しまむら 江別店（野幌代々木町77-6）[23]
- ピザーラ 野幌店（野幌代々木町77-1）[24]

### 医療・福祉
- 渓和会 江別病院（野幌代々木町81-6）[25]
- のっぽろ三番通薬局（野幌代々木町15）[25]
- おひさまのっぽろ保育園（野幌代々木町61-12）[26]

### その他
錦山天満宮（野幌代々木町38-1）

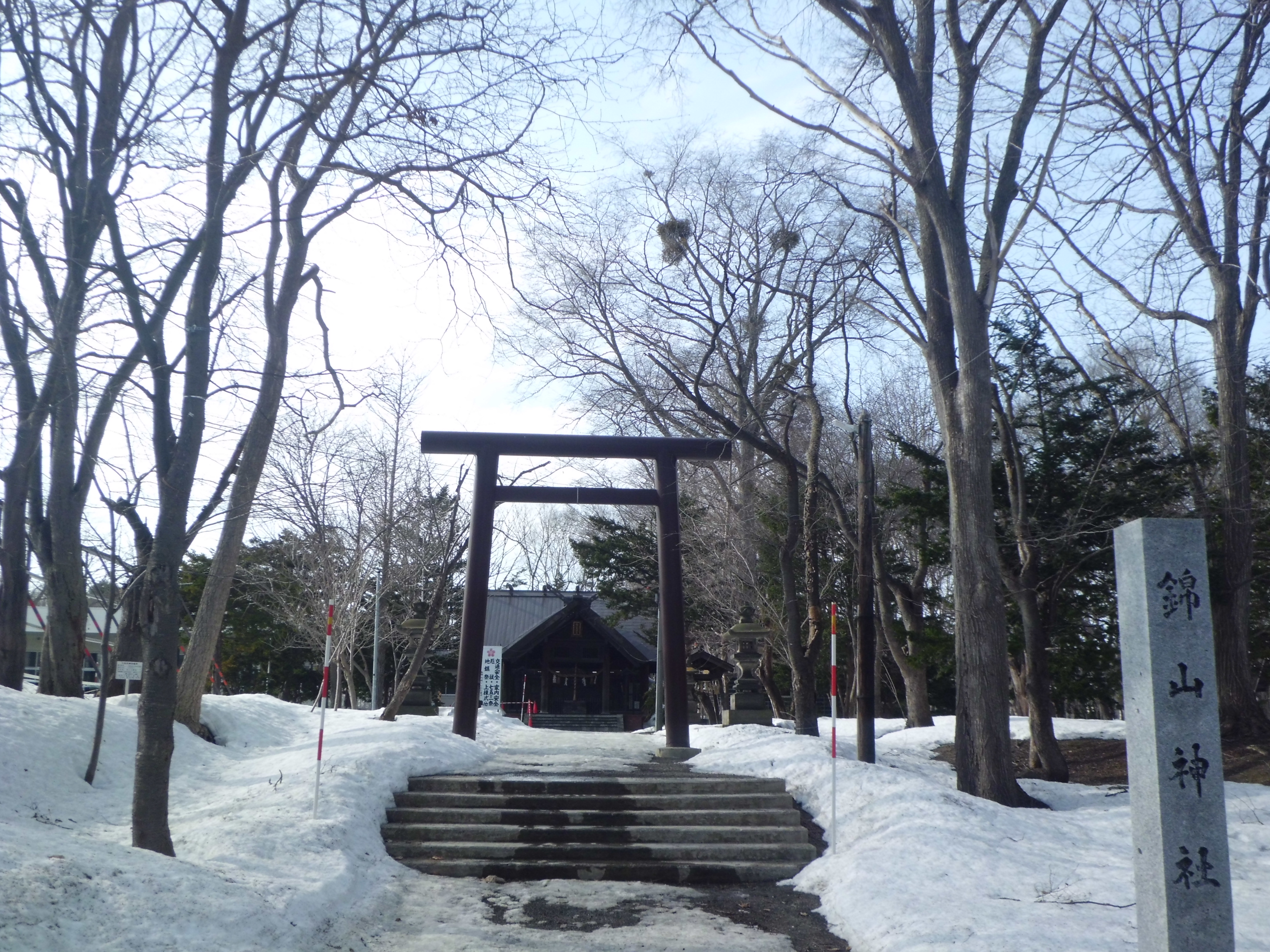
錦山天満宮

## 交通

### 鉄道
- 鉄道駅は町内には存在しない[28]。最寄り駅は函館本線の野幌駅[28]。
  -  北海道旅客鉄道
    - ■函館本線

### バス
- 町内に北海道中央バスの路線がある[29]。

### 道路
一般国道
- 町内に一般国道は存在しない[30]。

一般道道
- 北海道道626号東雁来江別線[30]
- 北海道道46号江別恵庭線[30]

都市計画道路
- 3・2・330 8丁目通・道道江別恵庭線[30][31]
- 3・3・303 3番通[30][31]
- 3・3・307 白樺通[30][31]
- 3・4・313 2番通・道道東雁来江別線[30][31]